# Jenna Fischer
Regina Marie „Jenna” Fischer (Fort Wayne, Indiana, 1974. március 7. –) amerikai színésznő.

## Filmográfia

### Filmek
| Év   | Magyar cím Eredeti cím                                            | Szerep               | Megjegyzés                        |
| ---- | ----------------------------------------------------------------- | -------------------- | --------------------------------- |
| 2013 | You Are Here                                                      | Ali                  |                                   |
| 2012 | – The Giant Mechanical Man                                        | Janice               |                                   |
| 2011 | Elhajlási engedély Hall Pass                                      | Maggie Mills         | magyar hangja Haumann Petra       |
| 2010 | – A Little Help                                                   | Laura                |                                   |
| 2009 | Visszavonuló Solitary Man                                         | Susan Porter         |                                   |
| 2009 | – Official Rejection                                              | önmaga               |                                   |
| 2008 | Az előléptetés The Promotion                                      | Jen Stauber          |                                   |
| 2007 | A lankadatlan - A Dewey Cox sztori Walk Hard: The Dewey Cox Story | Darlene Madison Cox  | magyar hangja Gubás Gabi          |
| 2007 | A gyerekesek The Brothers Solomon                                 | Michelle             |                                   |
| 2007 | Jégi dicsőségünk Blades of Glory                                  | Katie Van Waldenberg | magyar hangja Nagy-Németh Borbála |
| 2006 | Slither - Féltél már nevetve? Slither                             | Shelby               |                                   |
| 2005 | – Lucky 13                                                        | lány                 |                                   |
| 2005 | 40 éves szűz The 40-Year-Old Virgin                               | nő 1.                |                                   |
| 2004 | – LolliLove                                                       | Jenna                | író és filmrendező                |
| 2004 | – The Women                                                       | Leslie               | rövidfilm                         |
| 2004 | – Employee of the Month                                           | Whisper              |                                   |
| 2003 | – Rubbing Charlie                                                 |                      |                                   |
| 2003 | – Doggie Tails Vol. 1: Lucky's First Sleepover                    | Kelsey               |                                   |
| 2003 | – Melvin Goes to Dinner                                           | pincérnő             |                                   |
| 2002 | – Les Superficails                                                | francia lány         |                                   |
| 2001 | – Picking Up Chicks With Harland Williams                         |                      | rövidfilm                         |
| 2000 | – The Specials                                                    | lány                 |                                   |
| 1998 | – Channel 493                                                     | Rane                 |                                   |
| 1998 | – Born Champion                                                   | Wendy Miller         |                                   |

### Televíziós szerepek
| Év        | Magyar cím Eredeti cím                           | Szerep           | Megjegyzés                                           |
| --------- | ------------------------------------------------ | ---------------- | ---------------------------------------------------- |
| 2012      | – Dan Vs.                                        | Amber            | Anger Management című epizód                         |
| 2007      | A színfalak mögött Studio 60 on the Sunset Strip | önmaga           | Rendkívüli hírek című epizód                         |
| 2005-2013 | Office The Office                                | Pam Beesly       | magyar hangja Hámori Eszter                          |
| 2005      | Sírhant művek Six Feet Under                     | Sharon Kinney    | A Coat of White Primer és Dancing for Me című epizód |
| 2005      | Azok a 70-es évek - show That '70s Show          | Stacy Wanamaker  | Don't Lie to Me című epizód                          |
| 2004      | Döglött akták Cold Case                          | Dottie 1943      | Factory Girls című epizód                            |
| 2003      | – Miss Match                                     | Connie           | Kate in Ex-tasy című epizód                          |
| 2003      | – Strong Medicine                                | Camille Freemont | Maternity című epizód                                |
| 2002      | – What I Like About You                          | Kim              | Copy That című epizód                                |
| 2002      | – Off Centre                                     | Melanie          | The Backup című epizód                               |
| 2001      | – Undeclared                                     | Betty            | Prototype és Sick in the Head című epizód            |
| 2001      | Kerge város Spin City                            | pincérnő         | A Shot in the Dark: Part 2 című epizód               |

## Díjak és jelölések
- Elnyert – St. Louis International Film Festival, Emerging Actor Award (LolliLove, 2004)
- Elnyert – TromaDance Film Festival, Independent Soul Award (LolliLove, 2005)
- Jelölés – Emmy-díj, legjobb női mellékszereplő (vígjáték tévésorozat) (Office, 2007)
- Elnyert – Screen Actors Guild Award, szereplőgárda kiemelkedő alakítása komédia sorozatban (Office, 2007)
- Elnyert – Screen Actors Guild Award, szereplőgárda kiemelkedő alakítása komédia sorozatban (Office, 2008)
- Jelölés – Golden Nymph, legjobb női főszereplő (vígjáték tévésorozat) (Office, 2008)
- Jelölés – Golden Nymph, legjobb női főszereplő (vígjáték tévésorozat) (Office, 2009)
- Jelölés – Teen Choice Awards, Choice TV Actress: Comedy (Office, 2009)
- Jelölés – Screen Actors Guild Award, szereplőgárda kiemelkedő alakítása komédia sorozatban (Office, 2009)
- Jelölés – Screen Actors Guild Award, szereplőgárda kiemelkedő alakítása komédia sorozatban (Office, 2010)
- Jelölés – Golden Nymph, legjobb női főszereplő (vígjáték tévésorozat) (Office, 2010)
- Elnyert – Charles Guggenheim Cinema St. Louis Award,  (2010)
- Jelölés – Screen Actors Guild Award, szereplőgárda kiemelkedő alakítása komédia sorozatban (Office, 2011)